# Décès en mars 2010
Décès
- 2006
- 2007
- 2008
- 2009
- 2010
- 2011
- 2012
- 2013
- 2014

Pour une information complémentaire, voir la page d'aide.

## Mars 2010
| Date      | Nom                                         | Activités | Âge  | Source |
| --------- | ------------------------------------------- | --- | ---- | ------ |
| 1er mars  | Vladimir Iliouchine                         | Aviateur soviétique. | 83   | (ru)   |
| 1er mars  | Pierre Monneret                             | Ancien pilote de vitesse moto français. | 79   |        |
| 2 mars    | Francisco Ada                               | Américain, premier lieutenant-gouverneur des Îles Mariannes du Nord .                                                                         | 73   | (en)   |
| 2 mars    | Paul Drayton                                | Athlète américain, médaille d'or aux Jeux olympiques d'été de 1964.                                                                           | 70   | (en)   |
| 3 mars    | Michael Foot                                | Ancien leader du Parti travailliste britannique de 1980 à 1983.                                                                               | 96   |        |
| 3 mars    | Momo Kapor                                  | Écrivain, peintre et dessinateur serbe. | 72   |        |
| 4 mars    | Vladislav Ardzinba                          | Premier président de l'Abkhazie de 1994 à 2005.                                                                                               | 64   | (ru)   |
| 4 mars    | Jacques Marseille                           | Historien et économiste français. | 64   |        |
| 4 mars    | Nan Martin                                  | Actrice américaine. | 82   |        |
| 5 mars    | Pascal Garnier                              | Écrivain Français | 60   |        |
| 5 mars    | Philip Langridge                            | Ténor britannique. | 70   |        |
| 5 mars    | Andrée Peel                                 | Héroïne de la résistance française. | 105  |        |
| 5 mars    | Richard Stapley                             | Acteur anglais. | 86   | (en)   |
| 5 mars    | Elie Touchaleaume                           | Compagnon de la Libération. | 95   |        |
| 6 mars    | Roger Gicquel                               | Journaliste et présentateur-vedette du journal télévisé de TF1 de 1975 à 1980.                                                                | 77   |        |
| 6 mars    | Endurance Idahor                            | Footballeur nigérian. | 25   |        |
| 6 mars    | Mark Linkous                                | Compositeur pop-rock américain. Leader du groupe underground Sparklehorse.                                                                    | 47 ? |        |
| 6 mars    | Ronald Pettersson                           | Joueur de hockey sur glace suédois. | 74   | (se)   |
| 6 mars    | Ole Schmidt                                 | Chef d'orchestre, pianiste et compositeur danois.                                                                                             | 81   | (en)   |
| 6 mars    | Marcel Simard                               | Producteur, scénariste, sociologue et cinéaste québécois.                                                                                     | 64   |        |
| 7 mars    | Patrick Topaloff                            | Animateur, acteur et chanteur français. | 65   |        |
| 8 mars    | Mahama Johnson Traoré                       | Réalisateur, scénariste et producteur de cinéma sénégalais.                                                                                   | 68   |        |
| 8 mars    | Guy Lapébie                                 | Champion olympique français de cyclisme sur route par équipe et champion olympique de poursuite par équipe aux Jeux olympiques d'été de 1936. | 93   |        |
| 8/10 mars | Bernard Narokobi                            | Homme politique, juge, diplomate et philosophe papou-néo-guinéen.                                                                             | 73   | (en)   |
| 9 mars    | Lionel Cox                                  | Coureur cycliste australien | 90   |        |
| 9 mars    | Antonio Moyano                              | Joueur et entraîneur de football espagnol | 82   |        |
| 10 mars   | Corey Haim                                  | Acteur, producteur et scénariste canadien. | 38   |        |
| 10 mars   | Madeleine Marion                            | Actrice française, pensionnaire de la Comédie-Française.                                                                                      | 80   |        |
| 10 mars   | Mohammed Tantaoui                           | Recteur de la Mosquée al-Azhar en Égypte, grande figure du Sunnisme.                                                                          | 81   |        |
| 11 mars   | Charles Moore                               | Photographe américain. | 79   |        |
| 11 mars   | Merlin Olsen                                | Ancien joueur de football américain, commentateur sportif et acteur ayant joué dans la série La Petite Maison dans la prairie .               | 69   |        |
| 12 mars   | Miguel Delibes                              | Écrivain espagnol, Prix Cervantes 1993. | 89   |        |
| 12 mars   | René Rougerie                               | Fondateur en 1948 des Éditions Rougerie. | 84   |        |
| 12 mars   | Prahlad Chunilal Vaidya (P. C. Vaidya (en)) | Physicien indien, spécialiste de la relativité générale.                                                                                      | 91   |        |
| 13 mars   | Jean Ferrat                                 | Écrivain-parolier, musicien-compositeur et chanteur-interprète français.                                                                      | 79   |        |
| 13 mars   | Édouard Kargu                               | Footballeur international français. | 85   |        |
| 13 mars   | He Pingping                                 | Reconnu par le Livre Guinness des records comme l'Homme le plus petit du monde capable de marcher.                                            | 21   |        |
| 13 mars   | Jean-Joseph Sanfourche                      | Peintre, poète, dessinateur et sculpteur français.                                                                                            | 80   |        |
| 14 mars   | Peter Graves                                | Acteur et réalisateur américain, ayant joué dans la série Mission Impossible.                                                                 | 83   |        |
| 14 mars   | Georges Kleinmann                           | Animateur à la télévision suisse romande, journaliste, écrivain, et producteur suisse.                                                        | 79   |        |
| 14 mars   | René Léraud                                 | Peintre, graveur et sculpteur français. | 94   |        |
| 15 mars   | Jacqueline Chevé                            | Femme politique française, sénatrice socialiste des Côtes-d'Armor de 2008 à son décès.                                                        | 48   |        |
| 16 mars   | André Quellier                              | Peintre français. | 84   |        |
| 17 mars   | Abdellah Blinda                             | Ancien joueur et sélectionneur de l'équipe du Maroc de football.                                                                              | 59   |        |
| 17 mars   | Alex Chilton                                | Chanteur, guitariste et harmoniciste de rock américain, membre du groupe Big Star et du groupe The Box Tops.                                  | 59   |        |
| 17 mars   | Wayne Collett                               | Athlète américain médaillé d'argent du 400 mètres aux Jeux olympiques d'été de 1972                                                           | 60   | (en)   |
| 18 mars   | Fess Parker                                 | Acteur américain, héros de la série télé Davy Crockett et Daniel Boone.                                                                       | 85   |        |
| 18 mars   | Jerome York                                 | Homme d'affaires américain. | 71   |        |
| 20 mars   | Sylvie Béguin                               | Historienne de l'art, ancienne conservatrice en chef du département des peintures du musée du Louvre.                                         | 91   |        |
| 20 mars   | Girija Prasad Koirala                       | Ancien premier ministre du Népal (1991-94, 1998-99, 2000-01, 2006-08).                                                                        | 85   |        |
| 20 mars   | Stewart Lee Udall                           | Homme politique et avocat américain. | 90   | (en)   |
| 21 mars   | Joseph Pyronnet                             | Prêtre français et ancien responsable de l'Action civique non violente (ACNV) pendant la guerre d'Algérie.                                    | 83   |        |
| 21 mars   | Wolfgang Wagner                             | Metteur en scène allemand, ancien directeur du Festival de Bayreuth, petit-fils de Richard Wagner.                                            | 90   |        |
| 22 mars   | Valentina Tolkounova                        | Chanteuse russe | 64   |        |
| 23 mars   | Mehdi Bennouna                              | Résistant marocain et fondateur de la Maghreb Arabe Presse.                                                                                   | 92   |        |
| 23 mars   | Marva Wright                                | Chanteuse de blues et de gospel américain. | 62   |        |
| 24 mars   | Robert Culp                                 | Acteur américain, connu pour avoir joué dans la série télé Les Espions.                                                                       | 79   |        |
| 24 mars   | Raymond Terracher                           | Homme politique français. | 67   |        |
| 25 mars   | Doris Kuhlmann-Wilsdorf                     | Métallurgiste allemande. | 88   | (en)   |
| 25 mars   | Jean-Claude Jaggi                           | Homme politique suisse. | 84   |        |
| 26 mars   | Ahmed ben Zayed Al Nahyane                  | Prince d'Abou Dabi | 41   |        |
| 27 mars   | Jean Coulot                                 | Peintre français d'origine suisse | 81   |        |
| 27 mars   | Dick Giordano                               | Scénariste, dessinateur et encreur américain de bande dessinée.                                                                               | 77   |        |
| 27 mars   | Vassily Smyslov                             | Joueur d'échecs russe, champion du monde en 1957.                                                                                             | 89   |        |
| 28 mars   | Herb Ellis                                  | Guitariste de jazz américain. | 88   |        |
| 28 mars   | Catherine Pibarot                           | Ancienne handballeuse française. | 43   |        |
| 28 mars   | Linda William'                              | Chanteuse française. | 45   |        |
| 29 mars   | Jacques Dacqmine                            | Comédien français. | 86   |        |
| 30 mars   | Jean Boillot                                | Président d'Automobiles Peugeot. | 84   |        |
| 31 mars   | Yves Baré                                   | Joueur et entraîneur de football belge. | 71   |        |
| 31 mars   | Arlette Franco                              | Députée UMP depuis 2002, maire Canet-en-Roussillon de 1989 à sa mort                                                                          | 70   |        |
| 31 mars   | David Mills                                 | Scénariste américain. | 48   |        |
| 31 mars   | Claude Tchou                                | Éditeur français | 86   |        |